# Кастеназо
Кастена̀зо (на италиански: Castenaso, на местен диалект Castnès, Кастънез) е град и община в северна Италия, провинция Болоня, регион Емилия-Романя. Разположен е на 42 m надморска височина. Населението на общината е 14 611 души (към 2012 г.).